# LG Optimus Zip
LG Optimus Zip (noto anche come LG Enlighten per Verizon e LG Eclypse in Canada) è un cellulare Android sviluppato da LG Electronics. È stato commercializzato il 22 settembre 2011 da Verizon Wireless negli Stati Uniti.

## Varianti

### LG Enlighten
Negli Stati Uniti d'America, Verizon Wireless è stato il primo a vendere questo telefono.

### LG Eclypse
In Canada, LG Eclypse C800G è stato messo in commercio il 12 dicembre 2011 da Bell Mobility e Virgin Mobile Canada.  Il touchscreen è leggermente più grande a 3,5 pollici, e la fotocamera digitale ha una risoluzione più alta a 5 megapixel e video HD a 720p. È anche un dispositivo HSPA +, con una velocità di download fino a 14.4 Mbit/s.